# Centaurea antalyensis
Centaurea antalyensis — вид рослин з роду волошка (Centaurea), з родини айстрових (Asteraceae).

## Опис рослини
Це багаторічна рослина. Стебло прямовисне, від шершавого до сіро запушеного або стає голим, 5–40 см, з 2–3 довгими гілками у верхній частині, до 10 см. Листки зелені, дуже щільно залозисто-точкові, шершаві, запушені; прикореневі листки цілі або з невеликою кількістю грубих зубців або часточок, ланцетні, 4–7 × 0.7–1 см; серединні й верхні листки від ланцетних до довгастих або лінійно-ланцетних, цілісні, сидячі, гострі. Кластер філаріїв (приквіток) 15–20 × 10–15 мм, від яйцеподібного до довгастого; придатки великі, повністю приховують базальну частину філаріїв. Квітки трояндово-пурпурні. Сім'янки 2–3 мм; папуси відсутні.
Період цвітіння: травень і червень; період плодоношення: липень.

## Середовище проживання
Ендемік Туреччини — знайдений на півдні району Аксекі. Трапляється у вапняних кам'янистих місцях, на галявинах Pinus brutia, Cedrus libani та макіях на 1030–1600 м.